# Ritratto di Giuseppe Acerbi
Ritratto di Giuseppe Acerbi è un dipinto a olio su tela di Luigi Basiletti, databile al 1826 e conservato nel MACA - Mantova Collezioni Antiche a Mantova.
L'opera ritrae l'egittologo ed esploratore Giuseppe Acerbi in uniforme di console generale d'Austria ad Alessandria d'Egitto, nominato nel 1825. Alla sua sinistra sono disposte su un tavolo una mappa del delta del Nilo ed una lettera scritta in francese a lui indirizzata ad Alessandria d'Egitto.
L'opera pervenne alla città di Mantova nel 1876 per legato testamentario del nipote ed erede Agostino Zanelli.